# Yuval Gonen
Yuval Gonen (hebreiska:  יובל גונן), tidigare Yuval Gargir, född 3 juli 1993 i Givatayim i Israel, är en israelisk skådespelare, fotomodell och dansare.

## Biografi
Gonen föddes 1993 i Givatayim, som är beläget i storstadsområdet Gush Dan i Israel. Hennes far arbetade för Tel Avivs kommun och hennes mor med internationell sjöfart. Hennes familj är en av de äldsta familjerna i Givatayim. Gonen har avlagt filosofie kandidatexamen vid Tel Avivs universitet, sedan hon studerade där 2019–2022.
Som dansare har Gonen varit verksam vid Batsheva Dance Company. Gonen är framförallt känd för sin roll som Arishat i filmen Gladiator II från 2024. Där spelar hon huvudkaraktären Hannos fru.
Sedan 2018 är hon gift med Assaf Gonen.

## Filmografi (i urval)[1]
- 2016 – Ne'elamim (TV-serie)
- 2019 – HaTachana (TV-serie)
- 2024 – Gladiator II